# Attilio Micheluzzi
Attilio Micheluzzi, también conocido por el seudónimo de Igor Arzbajeff (Umag, 11 de agosto de 1930-Nápoles, 20 de septiembre de 1990), fue un historietista y arquitecto italiano, reconocido maestro e importante exponente de la historia del cómic italiano.
 Aunque debutó a una edad tardía, a lo largo de veinte años creó numerosas historias de cómic como Siberia, Titanic, Roy Mann, Petra Chérie, publicadas en conocidas revistas de cómic italianas como Corriere dei ragazzi, Orient Express, Comic Art, L'Eternauta y en la serie Un uomo un'avventura.

## Biografía
Nació en Istria cuando aún era territorio italiano, donde su padre era comandante de la Regia Aeronautica; tras la Segunda Guerra Mundial, después de la firma del Tratado de París, que asignó parte de los territorios italianos a Yugoslavia, su familia se trasladó a Nápoles; aquí se licenció en Arquitectura en 1961. Luego se trasladó a África por motivos de trabajo, visitando Senegal, Nigeria, Costa de Marfil, Marruecos y Libia, donde en 1969, poco antes de ocupar el cargo de arquitecto de la Casa Real, regresó a Italia tras el golpe de Estado que llevó a Gadafi al poder.

## Década de 1970
En Italia, en 1972, a la edad de 42 años, debutó en el Corriere dei ragazzi bajo el seudónimo de Igor Artz Bajeff, que utilizó durante poco tiempo. La primera historia que publicó fue un episodio de la serie escrita por Mino Milani: Dal nostro inviato nel tempo. Después pasó a dibujar historias de cómic de diversos géneros también para otras publicaciones, en algunos casos escribiendo también los guiones. La primera serie que creó fue en 1974, Johnny Focus, y se publicó en el Corriere dei ragazzi; la serie se produjo hasta 1976 y contó con una veintena de historias; más tarde se reanudó y se publicó en otra revista, Orient Express. Luego, en 1976, empezó a colaborar con Il Giornalino, ocupando el lugar de Ruggero Giovannini como dibujante de la serie Capitan Erik, escrita por Claudio Nizzi, que continuó hasta 1982. También dibujó numerosas historias libres para Il Giornalino, incluidas historias biográficas, así como ilustraciones para las diversas columnas de la revista. Creó una nueva serie en 1977, Petra Chérie, que se publicó en alter alter y de la que también se hizo un portfolio (Petra Cherie's True Story); la serie se hizo alternando con la del Capitán Erik y con historias autoconclusivas de diversos géneros; en el mismo periodo colaboró con la revista Skorpio de Eura Editoriale dibujando la serie Simon Flash publicada en 1977 y con la revista SuperGulp! de Mondadori, donde publicó en 1978 la serie Parallelo 5. A continuación produjo para Edizioni Cepim dos volúmenes de la serie Un uomo un'avventura: L'uomo del Tanganyka en 1978 y L'uomo del Khyber en 1980; ambos fueron reeditados posteriormente en la serie I grandi del fumetto.

## Década de 1980
En la revista alter alter publicó la serie Marcel Labrume en 1980, seguida en 1982 por nuevos episodios de la serie Petra Chérie. Al mismo tiempo, siguió colaborando con Il Giornalino, que publicaba reducciones de clásicos literarios y biografías de personajes históricos, y en Il Messaggero dei Ragazzi publicó una biografía de Ana Frank. En una nueva revista especializada en cómic artístico, Orient Express, reanudó la publicación de la serie Johnny Focus y, en Più, estrenó una nueva, Molly Manderling, creada en colaboración con Mino Milani. En estos años también comenzó a colaborar con L'Eternauta, revista en la que publicó la serie Rosso Stenton, que más tarde se reeditaría en un volumen. En 1983 publicó en Orient Express la serie Air Mail, que luego continuó en la revista Giungla de Nerbini y en L'Eternauta. Ese mismo año publicó Jesus Detective San en la revista Full de Bonelli.
En la revista Corto Maltese publicó en 1986 Bab-el-Mandeb y el primer episodio de la serie biográfica sobre Jean Mermoz (Mermoz), serie que sólo se completaría más tarde en un volumen publicado por Rizzoli Lizard; en 1988 publicó Siberia y, escrita por Federico Povoleri, Il triangolo maledetto.
En 1987 comenzó a colaborar con la revista Comic Art, en la que publicó el primer episodio de Roy Mann, escrito por Tiziano Sclavi, que se suponía iba a ser el único, pero luego se hicieron dos más, el último de los cuales se publicó póstumamente en 1991, recogido más tarde en un volumen; le siguió Titanic en 1988, sobre el viaje inaugural del transatlántico, que ya había narrado en el Corriere dei Ragazzi en la serie Dal nostro inviato nel tempo Mino Milani en 1972, con el relato La tragedia del Titanic; le siguió el episodio Articolo 7 de la serie I diritti umani y Afghanistan, que se publicó póstuma e incompletamente en 1991.
En 1989 volvió a colaborar con Sclavi publicando Gli orrori di Altroquando en el segundo número de la serie Speciale Dylan Dog de Sergio Bonelli Editore; en el mismo período publicó también algunas historias cortas en Splatter de ACME y en Horror de Comic Art y, en L'Eternauta, publicó la serie Corsaro, escrita por Luigi Mignacco, a partir de 1990.
Murió el 20 de septiembre de 1990 en Nápoles.

## Opere
- Petra Chérie: serie de 24 episodios publicada en Il Giornalino a partir de 1977 y continuada en 1982 con cuatro episodios finales en alter alter (núms. 97, 98, 100 y 101, Editore Milano Libri, 1982);
- L'uomo del Tanganika (en Un uomo un'avventura n.º 18, CEPIM, 1978);
- L'uomo del Khyber (en Un uomo un'avventura n.º 26, CEPIM, 1980);
- Johnny Focus: serie de 5 episodios publicada en Orient Express (núms. 1, 2, 3, 4 y 6, Edizioni L'isola Trovata, 1982);
- Marcel Labrume: serie de 2 episodios publicados por entregas en alter alter (del n.º 82 al n.º 85, del n.º 106 al n.º 108 y luego en los núms. 110, 111, 113 y 114, Editore Milano Libri, de 1980 a 1983);
- Molly Manderling (1982);[15]
- Air Mail: serie de 3 episodios publicados por entregas en Orient Express (del n.º 13 al n.º 16 y del n.º 21 al n.º 24, de 1983 a 1984) y en L'Eternauta (núms. 42, 43 y 44, E.P.C., de 1983 a 1986);
- Bab-el-Mandeb (1986);
- Rosso Stenton: serie de 3 episodios publicados por entregas en L'Eternauta (de 1982 a 1986) y en Orient Express - I Protagonisti (1986);
- Roy Mann: serie de 3 episodios publicados por entregas en Comic Art (1987-1988);
- Gli orrori di Altroquando: en Speciale Dylan Dog (n.º 2, Sergio Bonelli Editore, 1988);
- Titanic: serie de 5 episodios publicados en Comic Art (1988-1989);
- Pezzi da esposizione: historia única en Splatter (n.º 1, ACME, 1989);
- Siberia: serie de 5 episodios publicada en Corto Maltese (del n.º 72 al n.º 75, Milano Libri Edizioni, 1989);
- Miriam: historia única en Splatter (n.º 6, ACME, 1989);
- Pizarro in Perù (1990);[16]
- Corsaro: serie de 3 episodios publicados en L'Eternauta (1990-1991);
- Afghanistan: serie de 2 episodios publicados en Comic Art (1991);
- Jesus Detective San: un solo episodio en Ken Parker Magazine (n.º 24, Parker Editore, 1995).

## Reconocimientos
- Premio Yellow Kid en 1980 en el Salone Internazionale dei Comic de Lucca.[1][2][6]
- Prix Alfred en el Festival Internacional de la Historieta de Angulema en 1984[1][2][6] con el volumen À la recherche du temps perdu "così come me l'ha raccontata" de la serie Marcel Labrume.[1][17]
- Nettuno di Bronzo 1980 y 1981.
- Premio Attilio Micheluzzi, asignado anualmente durante el Napoli Comicon.[6]